# Eurico Gaspar Dutra
Eurico Gaspar Dutra (Cuiabá (Mato Grosso), 18 mei 1883 - Rio de Janeiro, 11 juni 1974) was een Braziliaans militair en politicus, en de zestiende president van Brazilië.
Deodoro da Fonseca ·
Peixoto ·
Morais ·
Campos Sales ·
Alves ·
Pena ·
Peçanha ·
Fonseca ·
Brás ·
Alves ·
Moreira ·
Pessoa ·
Bernardes ·
Luís ·
Prestes ·
(Junta van 1930) ·
Vargas ·
Linhares ·
Gaspar Dutra ·
Vargas ·
Café Filho ·
Luz ·
Ramos ·
Kubitschek ·
Quadros ·
Ranieri Mazzilli ·
Goulart ·
Ranieri Mazzilli ·
Castelo Branco ·
Costa e Silva ·
(Junta van 1969) ·
Garrastazu Médici ·
Geisel ·
Figueiredo ·
Neves ·
Sarney ·
Collor ·
Franco ·
Cardoso ·
Lula da Silva ·
Rousseff ·
Temer ·
Bolsonaro ·
Lula da Silva
- Gemeinsame Normdatei: 138514070
- International Standard Name Identifier: 0000 0000 6321 8120
- Library of Congress Control Number: n84007313
- National Archives and Records Administration: 10569153
- Nederlandse Thesaurus van Auteursnamen: 072435356
- SNAC: w69f315w
- Virtual International Authority File: 23530567
- WorldCat: E39PBJbM6DfgxmKwQ6RPKrCfbd